# Caméra de recul
Pour un article plus général, voir Aide au stationnement.

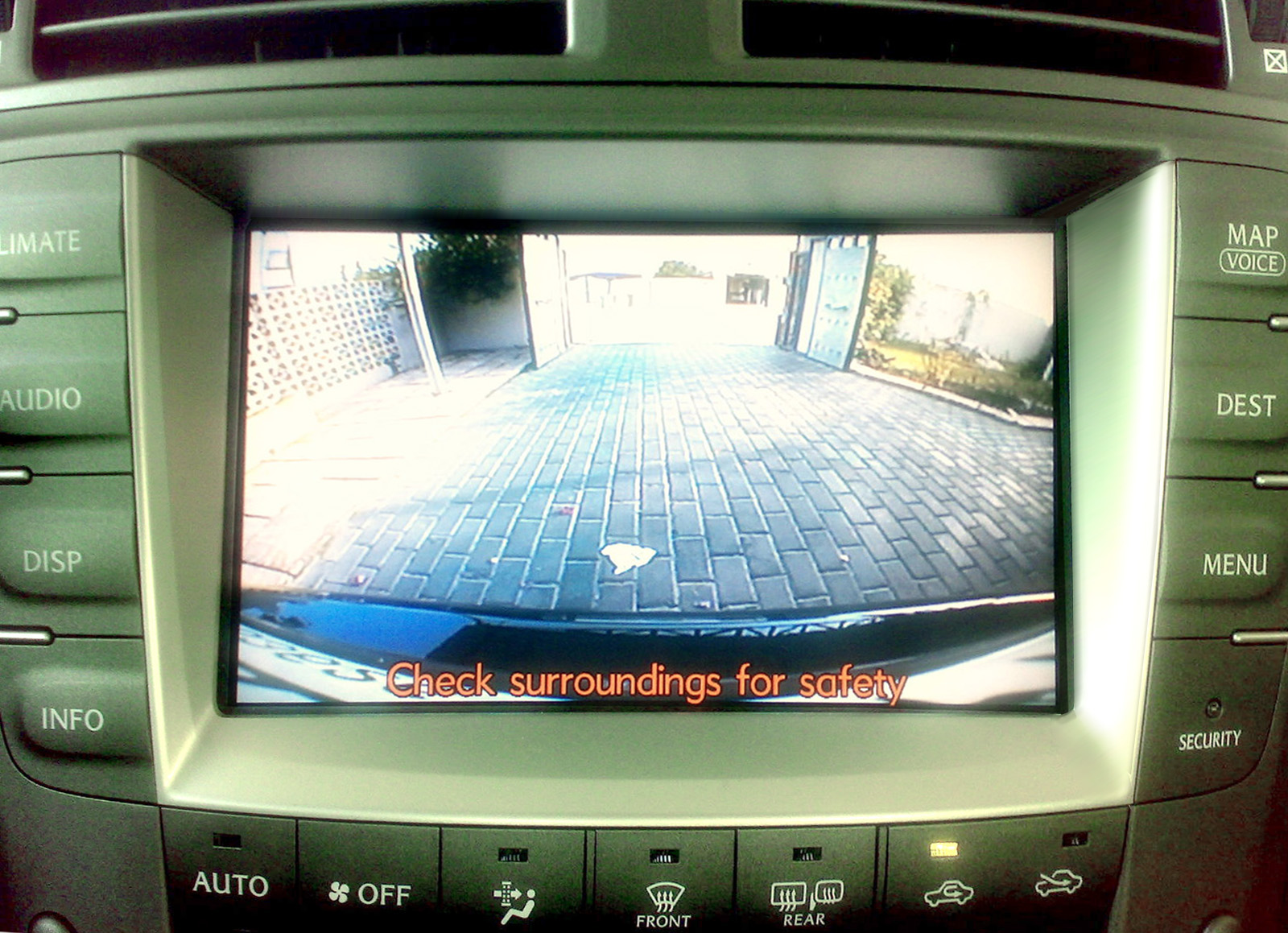
Vue depuis une caméra de recul sur une Lexus IS 250.

Une caméra de recul est un système qui donne une visibilité de ce qui se passe à l’arrière d'un véhicule. Sur certains modèles, il aide le conducteur à stationner le véhicule.
Il est soumis à une législation spécifique aux États-Unis et au Canada.

## Caméra arrière

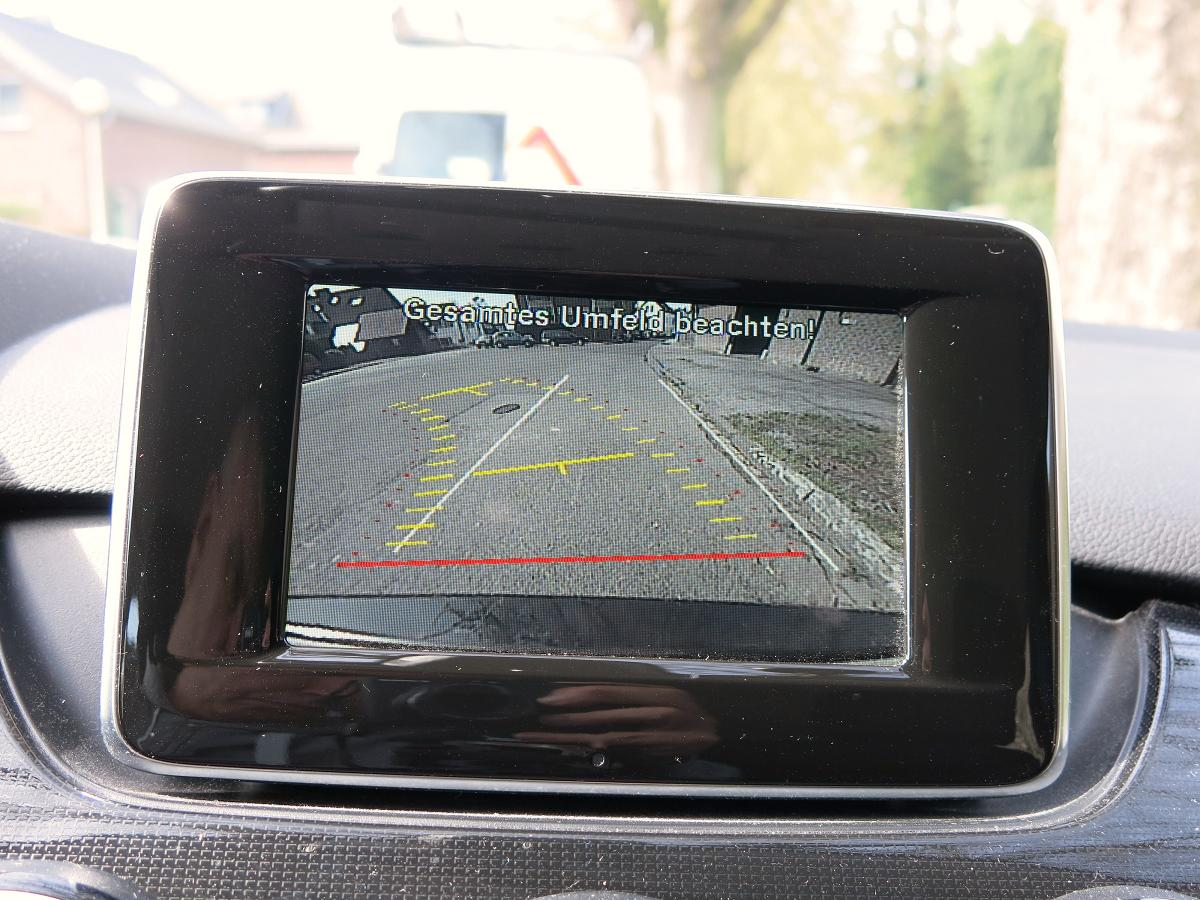
Mercedes B-Klasse W 242 avec gabarit mobile.

À la différence du rétroviseur interne qui possède des angles morts dans l'arrière immédiat du véhicule, la caméra de recul est logée à un endroit lui permettant de donner une visibilité directe sur ce qui se passe juste derrière le véhicule.
Des gabarits peuvent être superposés à l'image de la caméra pour aider l'utilisateur à estimer les distances. Ce gabarit peut être mobile : il s'incurve en fonction de l'angle de braquage des roues.

## Autres fonctionnalités

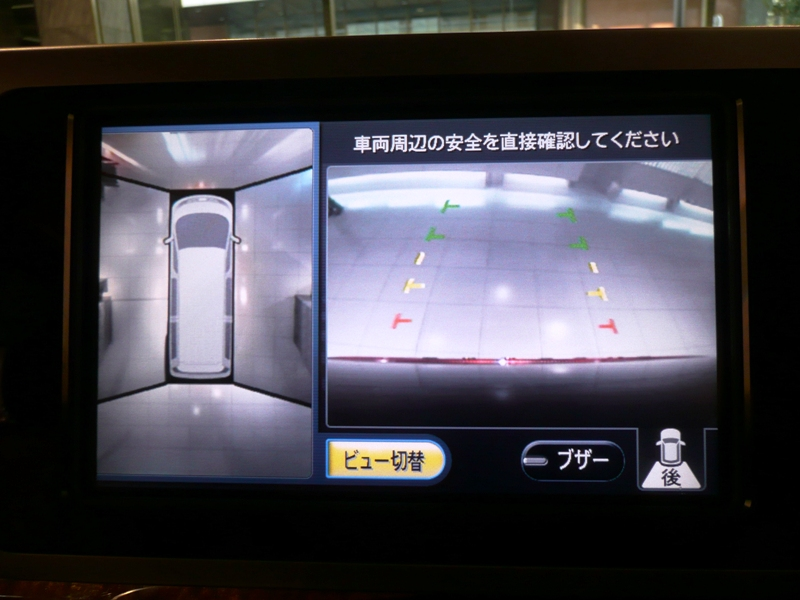
Vue alentour sur Nissan Elgrand

Certains systèmes sont équipés de radar de recul permettant de mesurer la distance entre le véhicule et tout réflecteur d'ondes sonores. 
Ce radar permet :
Alarme sonoresur certains systèmes, un signal sonore indique au conducteur s'il se rapproche d'un obstacle. En général, ce signal est de plus en plus rapide et de plus en plus aigu à l'approche d'un obstacle (borne, piéton, etc.).
Caméra de reculla caméra arrière permet d'afficher à l’écran un cadre visuel indiquant la trajectoire que va suivre le véhicule en fonction de l'angle des roues avant, ce qui aide le conducteur à anticiper les conséquences de sa manœuvre. Sur certains systèmes, des cadres indiquent si la manœuvre peut s’avérer dangereuse pour le véhicule ou ce qui l'entoure (obstacles ou piétons).
Caméra 360°permettant d'avoir une vision globale de l’environnement du véhicule

## Réglementation et législation

### Réglementation américaine
Aux États-Unis, la loi Cameron Gulbransen Kids Transportation Safety Act de 2007 exigeait du ministère des Transports des États-Unis qu'il émette une réglementation sur la sécurité en cas de collision en marche arrière. Cette réglementation devait intervenir dans un délai de trois ans et la conformité totale dans un délai de quatre ans après l'adoption de la réglementation finale.
La loi fixait à février 2011 la date limite de publication de la réglementation finale. Toutefois, sous l'administration Obama, le ministère des Transports s'est accordé à plusieurs reprises des prolongations du délai, en affirmant qu'il avait besoin de plus de temps pour analyser les coûts et les avantages de cette exigence. En septembre 2013, Greg Gulbransen — père de l'enfant dont la loi porte le nom — avec un groupe de défense des consommateurs ont soumis une pétition à la Cour d'appel pour le deuxième circuit exigeant que le ministère des Transports mette en œuvre des règlements sur les caméras de recul dans les 90 jours.
La moitié des automobiles de l'année modèle 2012 étaient équipées de caméras de recul.
Les caméras de recul sont obligatoires sur tous les véhicules neufs construits depuis mai 2018 aux États-Unis,.
Alors qu'aux États-Unis 210 personnes meurent chaque année et que 15 000 sont blessées à l'occasion d’un accident en marche arrière, la NHTSA souhaite sauver des vies et des familles.
Un réglementation équivalente existe également au Canada.
Aux États-Unis, la NHTSA a défini que la vue doit inclure une zone de dix pieds sur 20 (soit 3x7 mètres environ) directement derrière le véhicule; la réglementation concerne également la taille de l'image, le temps de réponse, la durabilité, et la désactivation. Toutefois, d'après la NHTSA, 73% des véhicules auraient  été dotés de caméras de recul.

### Réglementation européenne
L'union européenne prévoit de suivre à partir du 10 juin 2021 le règlement ONU 158 pour les dispositifs d’aide à la vision lors des manœuvres en marche arrière et des véhicules à moteur en ce qui concerne la détection par le conducteur d’usagers de la route vulnérables derrière le véhicule.